# Římskokatolická farnost Rejšice
Římskokatolická farnost Rejšice (lat. Reischicium) je církevní správní jednotka sdružující římské katolíky na území vesnice Rejšice a v jejím okolí. Organizačně spadá do mladoboleslavského vikariátu, který je jedním z 10 vikariátů litoměřické diecéze. Centrem farnosti je kostel svatého Jana Nepomuckého v Rejšicích. Pravidelné bohoslužby se konají v kostel Narození Panny Marie v Jabkenicích.

## Historie farnosti
Území farnosti před jejím vznikem patřilo pod farnost – děkanství Dobrovice. Farnost kanonicky existuje od roku 1735. Od roku 1736 jsou vedeny matriky. Z důvodu efektivity duchovní správy byl ve třetím tisíciletí vytvořen farní obvod (kolatura) farnosti – děkanství Dobrovice, jehož součástí je i farnost Rejšice, která je tak spravována excurrendo. Prakticky to znamená, že farnost je dnes opět spravována z Dobrovice, tak jak tomu bylo před rokem 1735.

### Duchovní správcové vedoucí farnost
Začátek působnosti jmenovaného v duchovní správě farnosti od:
- Gallus, † 1364
- 1364   Sidonius, † 1370
- 1370   Svatoslav
- 1385   Martinus
- 1391   Nicolaus
- 1417   Petrus
- 1736   Ferdinandus Formánek
- 1765   Joannes Piwonka
- 1777   Carolus Kollarzowsky
- 1783   Jos. Rzehaczek, † 28. 10. 1806
- 1806   Dom. Pittermann, † 3. 10. 1819
- 1820   Jos. Hoffmann, n. 5. 3. 1777 Jungbunzlau, o. 11. 9. 1801, † 23. 4. 1845
- 1844   Matth. Dobrohlaw, n. 27. 9. 1781 Gitschin, o. 30. 8. 1806, † 24. 9. 1865
- 1846   Jos. Janatka, n. 1. 3. 1795 Sobotka, o. 25. 8. 1818, † 17. 11. 1848
- 1849   par. vacat, admin. Franc. Kramař
- 1850   Franc. Pfeifer, n. 29. 5. 1800 Dětenice, o. 24. 8. 1824, † 27. 1. 1890
- 1890   par. vacat, admin. interc. Steph. Šťastný
- 1891   František Dvořák, n. 3. 11. 1838 Řepín, o. 29. 7. 1863, † 2. 11. 1902
- 1903   par. vacat, admin. interc. Mich. Hubař
- 1904   Steph. Blažek, n. 1. 5. 1851 Dalovice, o. 15. 7. 1876, † 7. 1. 1930
- 1915   Mich. Hubař, n. 15. 1. 1865 Ruprechtice, o. 17. 7. 1892, † 17. 2. 1944
- 1. 9.  1944  Josef Pekař, n. 19. 6. 1888 Roztoky, o. 13. 7. 1913, † 2. 10. 1954
- 1. 8.  1955  Jiří Kabát, CSsR
- 1. 7.  1956  Miroslav Brabec
- 1. 10. 1979  Pavel Michal
- 15. 1. 1982  Miroslav Kubík
- 1. 9.  1984  Rudolf Prchal
- 1. 4.  1994  Václav Vlasák
- 1. 9.  1996  Štefan Bednár, OT
- 1. 1.  2003  František Janíček, admin. exc. z děkanství Dobrovice[5]

Kromě kněží stojících v čele farnosti, působili ve farnosti v průběhu její historie i jiní kněží. Většinou pracovali jako farní vikáři, kaplani, katecheté, výpomocní duchovní aj.

## Území farnosti
Do farnosti náleží území obce:
- Bratronice (Bratronitz)[p 2]
- Charvatce (Charwatetz)[p 2]
- Jabkenice (Jabkenitz)[p 2] dříve též Jablkynice
- Kosořice (Kosorschitz)[p 2]
- Rejšice (Rejschitz)[p 2]
- Smilovice (Smilowitz)[p 2]
- Újezd (Aujest)[p 2]

## Římskokatolické sakrální stavby a místa kultu na území farnosti
| | Fotografie | Stavba                                 | Místo               | Bohoslužby                      | Zeměpisné souřadnice                                                    | Status                                    | Číslo kulturní památky                       |
| Kostely | Kostely    | Kostely                                | Kostely             | Kostely                         | Kostely                                                                 | Kostely                                   | Kostely                                      |
| --- | ---------- | -------------------------------------- | ------------------- | ------------------------------- | ----------------------------------------------------------------------- | ----------------------------------------- | -------------------------------------------- |
| 1. |            | Kostel sv. Jana Nepomuckého s farou    | Rejšice             | bližší informace o bohoslužbách | jižní část vsi 50°19′0″ s. š., 14°58′21″ v. d.                          | farní kostel a bývalé sídlo farního úřadu | 21895/2-4173 (Pk•MIS•Sez•Obr•WD) (Q21704554) |
| 2. |            | Kostel Narození Panny Marie se zvonicí | Jabkenice           | bližší informace o bohoslužbách | jižní část návsi 50°19′29″ s. š., 15°0′48″ v. d.                        | filiální kostel a zvonice                 | 31806/2-1577 (Pk•MIS•Sez•Obr•WD) (Q21534308) |
| Kaple a zvonice |            |                                        |                     |                                 |                                                                         |                                           |                                              |
| 3. |            | Kaple sv. Jiljí                        | Smilovice – Rejšice | bližší informace o bohoslužbách | střed vsi, východní část hřbitova 50°19′5″ s. š., 14°58′24″ v. d.       | hřbitovní kaple                           | 31623/2-1720 (Pk•MIS•Sez•Obr•WD) (Q21598493) |
| 4. |            | Kaple                                  | Charvatce           | bohoslužby příležitostně        | náves 50°19′22″ s. š., 14°59′57″ v. d.                                  | obecní kaple                              | —                                            |
| 5. |            | Kaple                                  | Kosořice            | bližší informace o bohoslužbách | náves 50°20′4″ s. š., 14°58′2″ v. d.                                    | obecní kaple                              | —                                            |
| 6. |            | Zvonička                               | Bratronice          | —                               | ve středu obce 50°17′58″ s. š., 14°57′18″ v. d.                         | zvonice                                   | —                                            |
| 7. |            | Výklenková kaple                       | Rejšice             | —                               | u silnice do Kosořic 50°19′29″ s. š., 14°58′17″ v. d.                   | výklenková kaple                          | —                                            |
| 8. |            | Kaple a venkovní kříž                  | Smilovice           | —                               | na návsi 50°18′28″ s. š., 14°57′39″ v. d.                               | kaple a venkovní kříž                     | —                                            |
| Sochy |            |                                        |                     |                                 |                                                                         |                                           |                                              |
| 9. |            | Torzo sochy sv. Floriána               | Bratonice           | —                               | při čp. 11, náves 50°17′57″ s. š., 14°57′24″ v. d.                      | socha                                     | 21781/2-1500 (Pk•MIS•Sez•Obr•WD) (Q37015033) |
| 10. |            | Socha Panny Marie                      | Kosořice            | —                               | ve středu obce 50°20′1″ s. š., 14°58′8″ v. d.                           | socha                                     | —                                            |
| 11. |            | Socha sv. Jana Nepomuckého             | Kosořice            | —                               | u mostu poblíž návsi 50°20′2″ s. š., 14°58′3″ v. d.                     | socha                                     | 35261/2-1607 (Pk•MIS•Sez•Obr•WD) (Q37426575) |
| 12. |            | Socha sv. Jana Nepomuckého             | Smilovice – Rejšice | —                               | střed obce 50°19′7″ s. š., 14°58′20″ v. d.                              | socha                                     | 21831/2-3636 (Pk•MIS•Sez•Obr•WD) (Q38091326) |
| 13. |            | Socha sv. Floriána                     | Rejšice             | —                               | střed obce 50°19′7″ s. š., 14°58′21″ v. d.                              | socha                                     | 21831/2-3636 (Pk•MIS•Sez•Obr•WD) (Q38091326) |
| 14. |            | Socha sv. Jana Nepomuckého             | Újezd               | —                               | náves 50°18′33″ s. š., 14°57′11″ v. d.                                  | socha                                     | 27454/2-1751 (Pk•MIS•Sez•Obr•WD) (Q38234508) |
| Boží muka a venkovní kříže |            |                                        |                     |                                 |                                                                         |                                           |                                              |
| 15. |            | Boží muka                              | Jabkenice           | —                               | severní okraj vsi 50°19′46″ s. š., 15°0′44″ v. d.                       | boží muka                                 | 18813/2-1578 (Pk•MIS•Sez•Obr•WD) (Q37302889) |
| 16. |            | Venkovní kříž                          | Bratronice          | —                               | při silnici směrem na Vlkavu 50°17′54″ s. š., 14°57′26″ v. d.           | kříž                                      | —                                            |
| 17. |            | Venkovní kříž                          | Charvatce           | —                               | náves 50°19′22″ s. š., 14°59′53″ v. d.                                  | krucifix                                  | —                                            |
| 18. |            | Venkovní kříž                          | Charvatce           | —                               | na západním konci obce 50°19′21″ s. š., 14°59′46″ v. d.                 | krucifix                                  | —                                            |
| 19. |            | Venkovní kříž                          | Kosořice            | —                               | v obci naproti soše sv. Jana Nepomuckého 50°20′3″ s. š., 14°58′4″ v. d. | krucifix                                  | —                                            |
| 20. |            | Venkovní kříž                          | Kosořice            | —                               | vedle pomníku obětí II. sv. války 50°20′11″ s. š., 14°57′58″ v. d.      | kříž                                      | —                                            |
| Hřbitovy farní a obecní |            |                                        |                     |                                 |                                                                         |                                           |                                              |
| 21. |            | Hřbitov                                | Jabkenice           | —                               | východní okraj obce 50°19′28″ s. š., 15°1′22″ v. d.                     | obecní hřbitov                            | —                                            |
| 22. |            | Hřbitov                                | Smilovice – Rejšice | —                               | okolo kaple sv. Jiljí 50°19′5″ s. š., 14°58′23″ v. d.                   | farní hřbitov                             | —                                            |
| Některé drobné sakrální stavby a pamětihodnosti lze dohledat zde v databázi Drobné sakrální památky Zaniklé sakrální stavby lze dohledat zde v databázi Poškozené a zničené kostely, kaple a synagogy v České republice |            |                                        |                     |                                 |                                                                         |                                           |                                              |